# Solpugassa usambara
Solpugassa usambara är en spindeldjursart som beskrevs av Roewer 1933. Solpugassa usambara ingår i släktet Solpugassa och familjen Solpugidae. Inga underarter finns listade i Catalogue of Life.